# Heinrich Schweinhardt
Heinrich Schweinhardt (* 8. Dezember 1913; † nach 1946) war ein deutscher Fußballspieler.

## Karriere
Schweinhardt gehörte dem FSV Frankfurt als Mittelfeldspieler an, für den er die Saison 1943/44 in der Gauliga Hessen-Nassau, 1941 als einer der drei Nachfolger der Gauligen Hessen und Südwest, in einer von zunächst 16, später auf 23 aufgestockten Gauligen zur Zeit des Nationalsozialismus als einheitlich höchste Spielklasse im Deutschen Reich, Punktspiele bestritt. Die Saison 1944/45 spielte er für die KSG FSV/Eintracht Frankfurt innerhalb dieser Spielklasse in der Staffel 3 – Frankfurt, die jedoch kriegsbedingt nach nicht einmal fünf vollständig durchgeführten Spieltagen abgebrochen wurde.
Während seiner Vereinszugehörigkeit nahm er am Wettbewerb um den Tschammerpokal, dem seit 1935 eingeführten Pokalwettbewerb für Vereinsmannschaften, teil. Als der FSV Frankfurt 1938 das Finale erreichte, bildete er gemeinsam mit Willi May die Abwehrreihe. Das erst am 8. Januar 1939 im Berliner Olympiastadion ausgetragene Finale gegen den SK Rapid Wien wurde trotz der in der 17. Minute durch Franz Dosedzal erzielten Frankfurter Führung, in der berühmten Rapid-Viertelstunde innerhalb von zehn Minuten durch Tore von Georg Schors (80.), Johann Hofstätter (85.) und Franz Binder (90.) mit 1:3 verloren.
Nach dem Ende des Zweiten Weltkriegs kam er in der Saison 1945/46 in der Oberliga Süd, eine von zunächst drei, später auf fünf erweiterten Staffeln, als höchste deutsche Spielklasse, zum Einsatz.

## Erfolge
- Tschammerpokal-Finalist 1938